# Alceste De Lollis

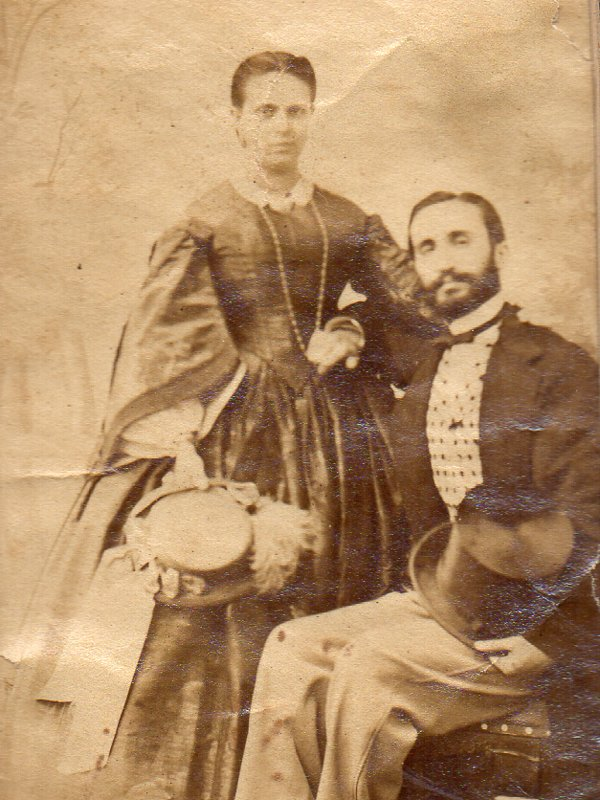
Alceste De Lollis con la moglie Filomena Colalongo

Alceste De Lollis (Fallo, 28 febbraio 1820 – Casalincontrada, 8 luglio 1887) è stato un educatore e letterato italiano.

## Biografia
Alceste Tito De Lollis, secondo di sette figli, nacque a Fallo in provincia di Chieti dal Medico Cerusico Don Nicola e da Maria entrambi De Lollis..Si sposerà nel 1860 con Filomena Colalongo da cui, nel 1863, avrà il futuro critico e scrittore Cesare De Lollis, secondo di otto figli.
Iniziati gli studi nel suo paese, fu presto inviato a studiare presso il seminario diocesano di Chieti dove studiavano anche Silvio Spaventa e Bertrando Spaventa. Qui frequentò i corsi di Lettere di don Livio Parladore
Non ancora ventenne fu colpito da una serie di gravi lutti: nel giro di poco tempo gli morirono i genitori e il figlio maggiore Olindo
Con la famiglia a carico e in ristrettezze economiche, lavorò a Lama dei Peligni come istitutore privato portando con sé il fratello minore. Tre anni dopo, nel 1843, muore anche la sorella rimasta nella casa paterna ad accudire i fratelli. A questo periodo, in cui è particolarmente prostrato dagli eventi e si ritira in solitudine per riflettere sulla propria condizione umana, si debbono le sue prime composizioni poetiche. L'anno successivo si trasferisce a
Prata d'Ansidonia dove per quattro anni si dedica all’educazione di tre giovani. Il periodo trascorso come educatore fu particolarmente importante, sia dal punto di vista della crescita personale che della produzione artistica.
La svolta della sua vita fu nel 1847 quando, dal Governo Costituzionale, fu nominato Professore di Filosofia naturale e Matematiche sintetiche nel Real Collegio dell'Aquila. Dal 1852 al 1860 ricoprì la carica di Patrocinatore presso il Tribunale di Chieti; nel 1860 fu Ufficiale di carico nel Dicastero della Polizia di Napoli, poi Caposezione nel Ministero della Pubblica Istruzione, Delegato al riordinamento degli studi in Abruzzo, Preside del Liceo di Chieti e poi, fino al 1876, al liceo classico Domenico Cotugno dell'Aquila.
Dal 1876 al 1877 fu Regio Provveditore agli Studi di Chieti, dal 1878 al 1882 a Teramo, dal 1883 al 1885 a Ferrara. Terminata l’attività lavorativa si ritirò a Casalincontrada disturbato però da problemi di salute. Presagendo la fine  volle pubblicare i suoi componimenti poetici raccolti in Ricordi poetici una raccolta di memorie e documenti, una vera e propria autobiografia. Morì nel luglio 1887, fu tumulato nel cimitero comunale del paese e traslato poi nella cappella di famiglia fatta erigere per il figlio Cesare.
Fu legato a varie personalità risorgimentali del liberalismo meridionale, tra cui: i già citati fratelli Spaventa, Luigi Settembrini e Vittorio Imbriani. Oltre alla sua attività di patriota del Risorgimento è ricordata la sua attività di letterato che lo portò ad avere rapporti di amicizia con molti letterati della sua epoca, tra cui: Niccolò Tommaseo, Alessandro Manzoni e la poetessa teramana Giannina Milli a cui dedicò anche una lirica.

## Riconoscimenti
- Per i suoi alti meriti culturali e professionali, gli furono conferiti, nel 1863, i titoli di Cavaliere dell’Ordine cavalleresco dei SS. Maurizio e Lazzaro[2]
- Nel 1874 fu nominato Cavaliere della Corona d’Italia.[2]
- Il comune di Fallo bandisce, in sua memoria, il premio letterario Alceste De Lollis[14].
- Una strada di Fallo è intitolata alla sua memoria[15]
- Una piazza di Casalincontrada è intitolata alla sua memoria[16]

## Opere
- Alceste De Lollis, Dell'insegnamento pubblico nelle provincie meridionali d'Italia, Chieti, R.Vella, 1862, OCLC 83797247, SBN TER0014250.
- Alceste De Lollis, Della educazione religiosa e morale negl'istituti di pubblico insegnamento, L'Aquila, Grossi, 1864, SBN TER0014426.
- Alceste De Lollis, Domenico Cotugno, ossia Un esempio e un precetto per lo studente italiano, Internet Archive, L'Aquila, Tipografia Grossi, 1867, SBN AQ10062481.
- Alceste De Lollis, Scherzo poetico, L'Aquila, Tipografia Aternina, 1874, SBN LO11068820.
- Alceste De Lollis, Ricordi poetici, Chieti, Stab. tip. del popolo abruzzese, 1887, SBN TER0012797.
- Alceste De Lollis, Ai chierici ed ai laici in Italia : poche parole, 188?, SBN NAP0298815.
- Alceste De Lollis, Il Regio Liceo ginnasiale Cotugno nell'anno scolastico 1874-75, L'Aquila, Bernardino Vecchioni Tipografo, 1876, SBN AQ10096065.
- Alceste De Lollis, In commemorazione di Mariangelo Accursio : Solennità scolastica nel Liceo Ginnasiale Cotugno dell'Aquila : 17 marzo 1870, L'Aquila, Grossi, 1870, SBN TER0014429.